# Биков Костянтин Михайлович
Костянти́н Миха́йлович Би́ков (2 січня 1886, Чухлома — †13 травня 1959) — російський і радянський фізіолог, академік АН СРСР, член Академії медичних наук СРСР, учень і послідовник І. П. Павлова. Досліджував вплив кори головного мозку на внутрішні органи. Один з організаторів «павловської сесії» 1950 року, яка загальмувала розвиток фізіології та психіатрії в СРСР.

## Біографія
Народивсяв в місті Чухлома Костромської області.
Закінчив Казанський університет (1912).
З 1921 Биков працював у Ленінграді як науковець і викладач; з 1950 — директор Інституту фізіології АН СРСР.
Наукова діяльність Бикова присвячена вивченню функціональних взаємовідношень кори головного мозку та внутрішніх органів, проблемі хімічної передачі нервового збудження, фізіології травлення, експериментальна бальнеологія тощо.
Був депутатом Верховної Ради РРФСР 3-го та 4-го скликань.
Сталінська премія, 1946.
Твори: Избранные произведения, т. 1—3. М., 1953—1958.